# Scopula malagasy
Scopula malagasy là một loài bướm đêm trong họ Geometridae.